# آرنیس د مار
آرنیس د مار (به اسپانیایی: Arenys de Mar) یک شهرستان در اسپانیا است که در استان بارسلون واقع شده‌است.

## خصوصیات
آرنیس د مار ۶٫۸۷ کیلومترمربع مساحت و ۱۴٬۶۸۸ نفر جمعیت دارد و ۱۰ متر بالاتر از سطح دریا واقع شده‌است.